# Municipio de York (condado de Clark)
El municipio de York (en inglés: York Township) es un municipio ubicado en el condado de Clark en el estado estadounidense de Illinois. En el año 2010 tenía una población de 551 habitantes y una densidad poblacional de 6,68 personas por km².

## Geografía
El municipio de York se encuentra ubicado en las coordenadas 39°13′3″N 87°38′22″O / 39.21750, -87.63944. Según la Oficina del Censo de los Estados Unidos, el municipio tiene una superficie total de 82.43 km², de la cual 80,98 km² corresponden a tierra firme y (1,76 %) 1,45 km² es agua.

## Demografía
Según el censo de 2010, había 551 personas residiendo en el municipio de York. La densidad de población era de 6,68 hab./km². De los 551 habitantes, el municipio de York estaba compuesto por el 95,83 % blancos, el 1,09 % eran afroamericanos, el 0,36 % eran amerindios, el 0,91 % eran de otras razas y el 1,81 % eran de una mezcla de razas. Del total de la población el 1,63 % eran hispanos o latinos de cualquier raza.